# Одинцов, Артём Юрьевич
Артём Юрьевич Одинцов (укр. Артём Юрійович Одинцов; род. 9 ноября 2000, Харцызск, Донецкая область) — украинский футболист, вратарь клуба «Андижан».

## Карьера

### «Кишварда»
В юношеском возрасте начинал заниматься футболом в харцызском «Трубнике» и мариупольской «Азовстали». В 2017 году футболист перебрался в футбольную академию «Мункач». В октябре 2018 года футболист перешёл в венгерский клуб «Кишварда», где стал игроком юношеской команды. В июле 2019 года футболист стал выступать за вторую команду венгерского клуба. В декабре 2020 года футболист стал подтягиваться к играм с основной командой клуба. Дебютировал за клуб 9 мая 2021 года в матче против клуба «Пакш», выйдя на замену на 83 минуте.
Летом 2021 года футболист стал полноценно готовиться к новому сезону с основной командой. Первый матч в новом сезоне футболист сыграл 18 сентября 2021 года в рамках Кубка Венгрии против клуба «Дебрецени ЕАК». Сам же сезон футболист начал в роли резервного вратаря. Первый матч в венгерском чемпионате футболист сыграл 27 ноября 2021 года против клуба МТК. По итогу сезона вместе с клубом стал серебряным призёром чемпионата.
В июле 2022 года футболист вместе с клубом отправился на квалификационные матчи Лиги конференций УЕФА. Дебютный матч в еврокубковом турнире сыграл 21 июля 2022 года против казахстанского «Кайрата». По итогу третьего квалификационного раунда футболист вместе с клубом по сумме матчей уступил норвежскому «Молде» и закончил свою еврокубковую компанию. Первый матч в чемпионате сыграл 5 ноября 2022 года против «Академии Пушкаша». В феврале 2023 года футболист выбыл из распоряжения клуба до конца сезона.

### «Диошдьёр»
В июне 2023 года футболист перешёл в венгерский клуб «Диошдьёр». Дебютировал за клуб футболист 1 октября 2023 года в матче против клуба «Кечкемет».